# Idioma simbo
Simbo es una lengua oceánica hablada por unas 2.700 personas en Simbo, Islas Salomón.